# 北京地铁车辆装备

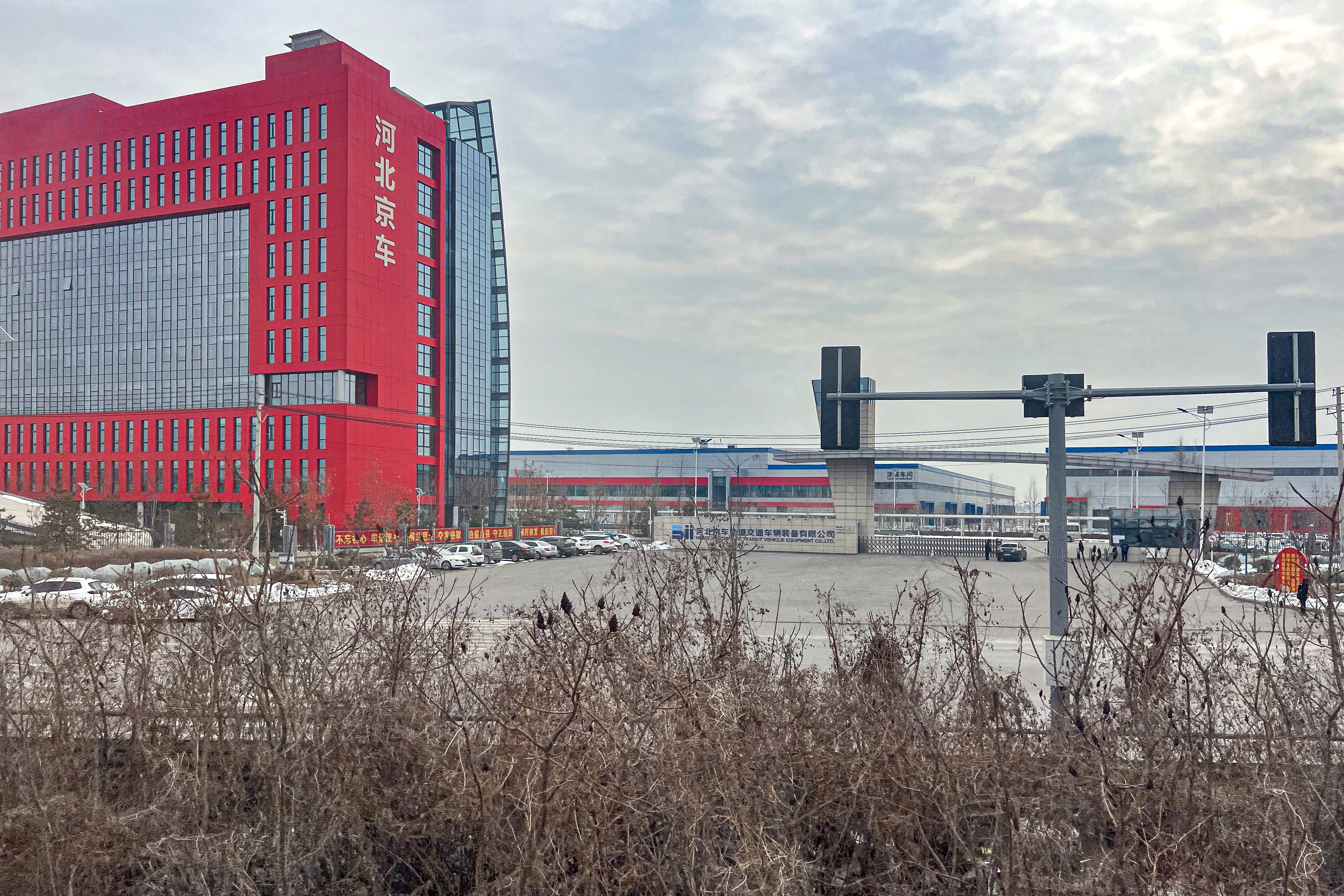
河北京车厂区

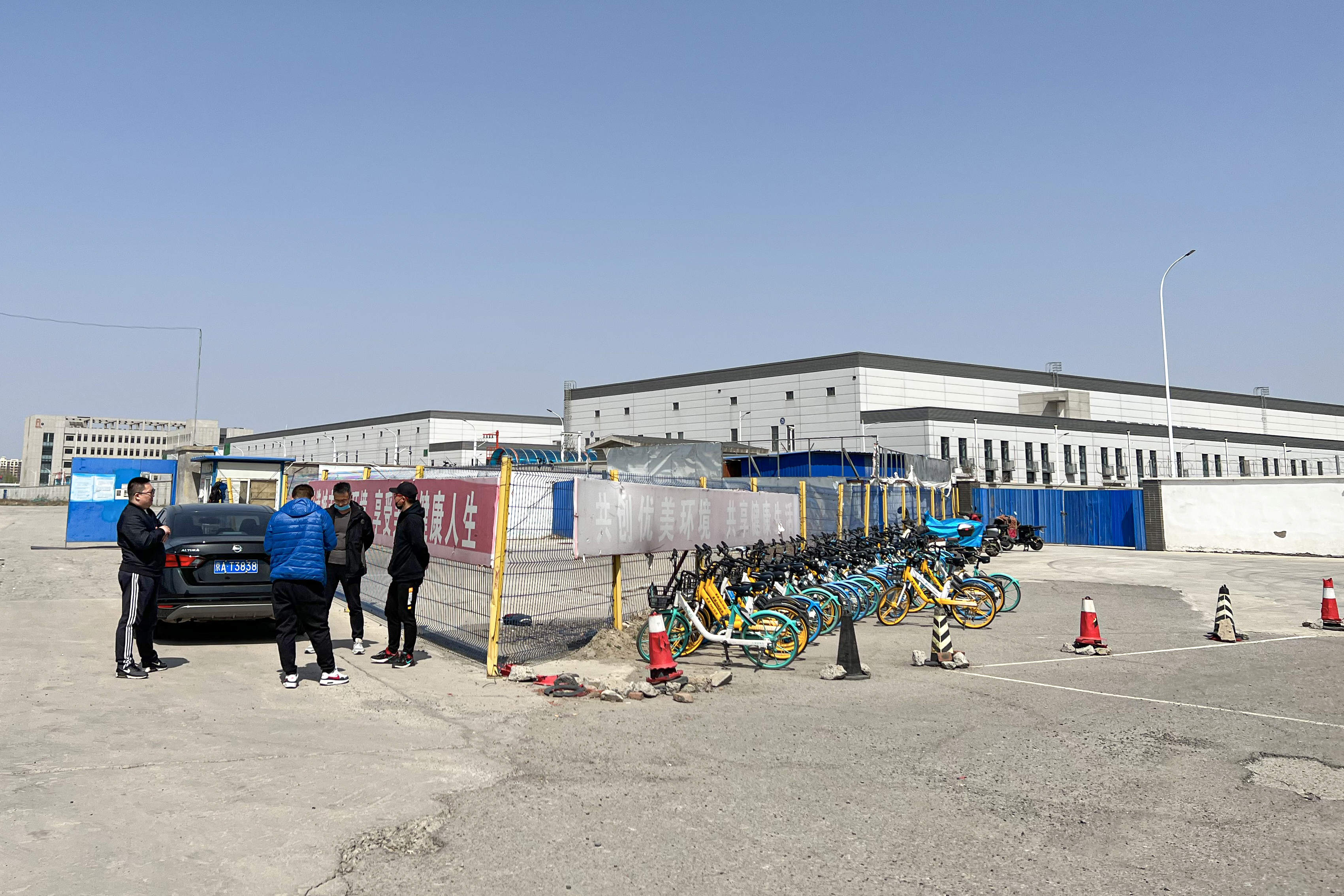
京车公司平西府基地

北京地铁车辆装备有限公司（Beijing Subway Rolling Stock Equipment Co.,Ltd.，简写：BSR）简称京车装备、京车公司，是位于中国北京丰台区宋家庄的一个城市轨道交通车辆制造工厂，前称北京市地铁运营有限公司车辆厂（北京地铁车辆厂），为北京轨道交通技术装备集团有限公司下的子公司，由北京市地铁运营有限公司和北京轨道交通技术装备集团有限公司共同持股，始建于1960年。截至2024年，京车公司是中国内地7家拥有城市轨道车辆生产资质的企业中唯一一家非中车旗下企业。
北京地铁车辆装备有限公司负责新造和翻修北京地铁多条线路上采用的电动客车，近年来亦承接了河内都市铁路2A线等海外轨道交通项目的车辆建造。此外，天津轨道交通也曾有其生产的列车上线运行。

## 发展历程
北京地铁车辆装备有限公司的前身是铁道部地铁机械修理厂，1970年由铁道部划归铁道兵，改为铁道兵6442工厂；
1976年，6442工厂改为基建工程兵951工厂；
1981年6月，根据国务院（81）41号文件，951厂划归地铁公司，定名为“北京市地下铁道总公司车辆设备修理厂”，简称北京地铁车辆厂；
2001年7月26日，更名为北京市地铁运营有限公司车辆厂；
2009年，车辆厂整体转型改制为北京地铁车辆装备有限公司。
2017年11月8日，京车公司在河北省保定市满城区新建场区，并命名为河北京车轨道交通车辆装备有限公司，该公司也使用京投公司的BII标识。北京地铁11号线采用的ZBM04型列车为河北京车投入运营的首款车型。

## 新造车产品

### 已退役
北京地铁BD1型电动车组，曾用于北京地铁2号线，现已退出运营；
北京地铁BD2型电动车组，曾用于北京地铁1号线，现已退出运营；
北京地铁BD3型电动车组，曾用于北京地铁1号线，后被用于八通线的冷滑试验，现已退出运营；
北京地铁BD8型电动车组，曾用于天津地铁既有线，后临时用于13号线的运营，现已退出运营；
北京地铁BD11型电动车组，曾用于北京地铁2号线，现已退出运营；
北京地铁DK16/19型电动车组，为原北京地铁车辆厂与原长春轨道客车的合造车型，曾用于北京地铁2号线、13号线和八通线，现已退出运营。

### 使用中

#### 与长春轨道客车合造的车型
- 北京地铁DKZ4型电动车组：在北京地铁1号线、八通线运营，现时所有列车均已在京车公司厂内完成厂修；
- 北京地铁DKZ5型电动车组：在北京地铁13号线运营，现时所有列车均已在京车公司厂内完成厂修；
- 北京地铁DKZ16型电动车组：在北京地铁2号线运营，此车型列车正陆续进行厂修；
- 北京地铁DKZ13型电动车组：在北京地铁5号线运营，此车型列车正陆续进行厂修；
- 北京地铁DKZ31型电动车组：在北京地铁15号线运营，此车型列车正陆续进行厂修；
- 北京地铁DKZ33型电动车组：在北京地铁9号线运营；
- 北京地铁DKZ34型电动车组：在北京地铁10号线运营，为10号线二、三期工程增购车辆，外观与DKZ15型无异；其中DKZ15型列车正陆续进行厂修；
- 北京地铁DKZ47型电动车组：在北京地铁6号线运营；另有外观与之几乎无异的ZBM13型增购列车。

#### 与四方机车车辆合造的车型
- 北京地铁SFM04/04A型电动车组：在北京地铁1号线、八通线运营；现时SFM04型所有列车均已在京车公司内完成厂修，其中编号为01 037的列车车厢在厂修完成后被改造为“时光列车”，也是北京地铁博物馆一件行走的展品；
- 北京地铁SFM01/07型电动车组：在北京地铁1号线、八通线运营，现时所有列车均已在京车公司厂内完成厂修；
- 北京地铁SFM12型电动车组：在北京地铁8号线运营；
- 北京地铁SFM42型电动车组：为北京地铁8号线三、四期工程增购车辆，外观与SFM12型无异，但车内乘客信息系统为16:9制式。

#### 自主设计车型

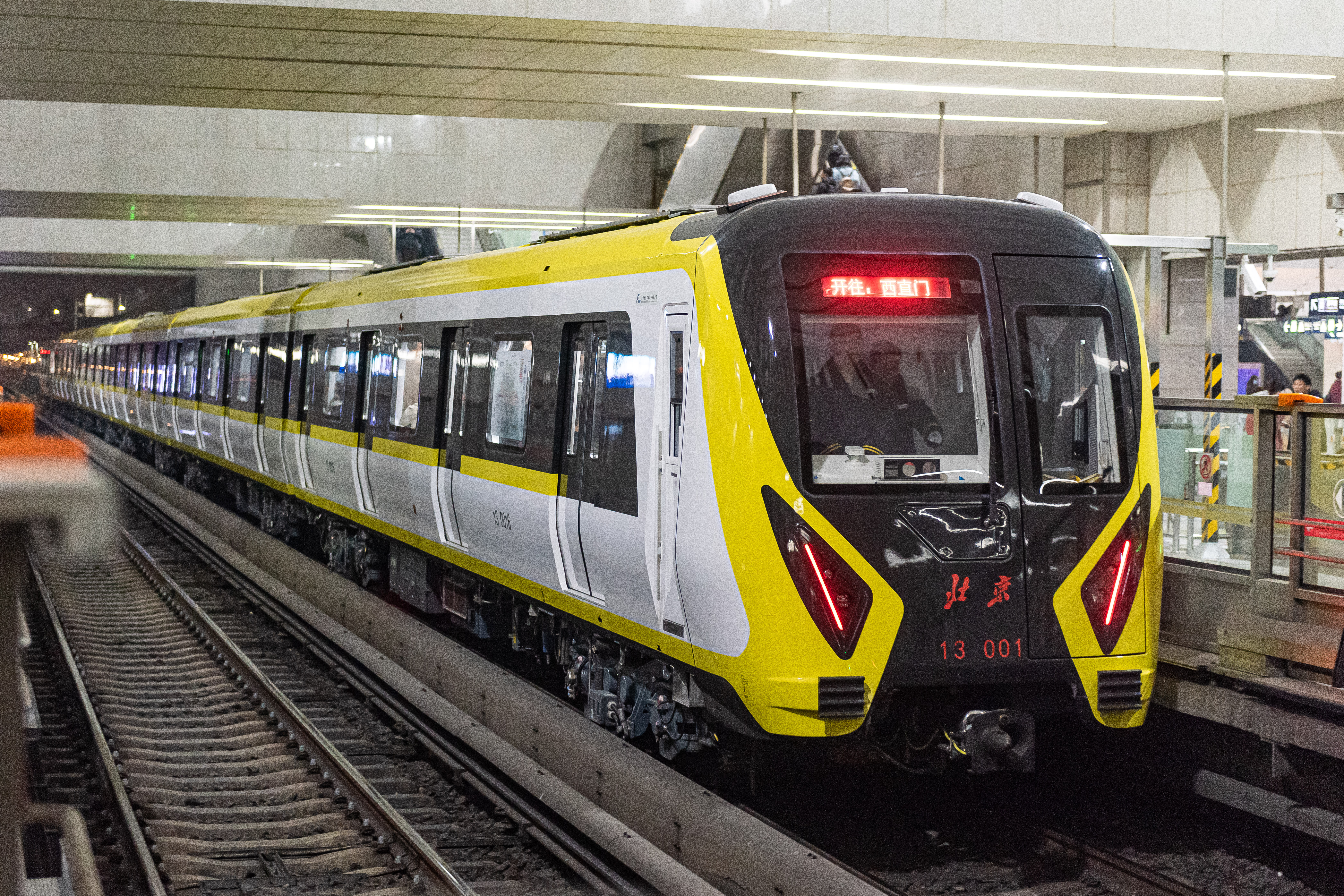
ZBM15型电动车组

- 北京地铁BJD01型电动车组：在北京地铁房山线运营，为京车公司首款自主设计的车型，整车国产化率达到94.66%，制造当时也是全国速度最快的城轨列车车型；
- 北京地铁BJD02型电动车组：为北京地铁2号线增购车辆；
- 北京地铁BDK01型电动车组：在北京地铁7号线运营，为京车公司首款自主制造的车型；
- 河内都市铁路BDK02型电动车组：为京车公司自主设计，为越南河内都市铁路2A号线制造的车型；
- 北京地铁BDK03型电动车组：为北京地铁房山线北延段增购车辆，与BJD01型相比，改用不锈钢整体框架而呈现银灰色，并新增了走行部故障诊断系统、火灾报警系统等功能；
- 北京地铁BDK04型电动车组：为北京地铁9号线增购车辆，在DKZ33型的基础上提高了车辆的隔音降噪效果，并新增列车在途检测系统；
- 北京地铁BDK05型电动车组：为北京地铁7号线二期增购车辆，在BDK01型的基础上优化了车辆设计，提升了车门运作的稳定性，部分列车还增加了蓄电池健康管理系统及走行部检测系统；
- 北京地铁BDK06型电动车组：为北京地铁八通线南延段车辆，按照北京地铁SFM01/07型电动车组厂修改造后车型的技术标准制造；
- 北京地铁BDK07型电动车组：为北京地铁昌平线南延增购车辆。
- 北京地铁BDK08型电动车组：为北京地铁15号线增购车辆。
- 绍兴轨道交通ZBM03型电动车组：在绍兴轨道交通1号线运营，由河北京车公司制造，为京车公司首款在京津冀地区以外的城市上线运行的车型；
- 北京地铁ZBM04型电动车组：在北京地铁11号线运营，为河北京车公司首款投入运营的车型，也是京车公司首款满足GoA 4等级自动驾驶技术的车型；
- 北京地铁ZBM05型电动车组：在北京地铁12号线运营，同样由河北京车公司制造，满足GoA 4等级自动驾驶技术。
- 北京地铁ZBM06型电动车组：在北京地铁3号线运营，同样由河北京车公司制造，满足GoA 4等级自动驾驶技术。
- 北京地铁ZBM15型电动车组：在北京地铁13号线运营，同样由河北京车公司制造。

## 厂修车产品
已退役：
- 北京地铁DK3型电动车组
- 北京地铁DK16型电动车组

现役：
长客：
- 北京地铁DKZ4型电动车组（1号线八通线）
- 北京地铁DKZ5型电动车组、北京地铁DKZ6型电动车组（13号线）
- 北京地铁DKZ13型电动车组（5号线）
- 北京地铁DKZ15型电动车组（10号线）
- 北京地铁DKZ16型电动车组（2号线）
- 北京地铁DKZ31型电动车组（15号线）
- 北京地铁QKZ5型电动车组（首都机场线）

四方：
- 北京地铁SFM01/02/07型电动车组（1号线八通线）
- 北京地铁SFM04型电动车组（1号线八通线）
- 北京地铁SFM13型电动车组（昌平线）

京车：
- 北京地铁BJD01型电动车组（房山线）

## 与国铁线路的连接
北京地铁车辆厂的轨道与宋家庄停车场轨道相接，另外也曾有联络线（951厂专用线）与国铁丰双铁路小红门站相连。似乎有目击记录显示直到2014年951厂专用线仍在使用（2011年北京地铁一号线SFM04A新车交付以及2014年北京地铁六号线DKZ47新车交付）。2021年8月中旬，951厂专用线位于南四环东路辅路上的道口被拆除，路轨和拦车器被清理（截止当月18日，有目击者声称道口路轨已经拆除完毕并已铺设完沥青），但信号机、有人看守铁路道口标志以及道口房（位于南四环主路桥下）当时并被未一起拆除，南侧信号机因之后的交通事故被撞毁遂移除。951厂专用线现仅剩南部从小红门站引出与丰双铁路向西并行至凉水河东岸北折到南四环东路辅路红寺桥南侧以及北部从南四环东路辅路红寺桥北侧经南顶路接入到951厂两部分。事实上该联络线已经废弃并有计划全线拆除。